# Treat Huey
Treat Conrad Huey (ur. 28 sierpnia 1985 w Waszyngtonie) – filipiński tenisista specjalizujący się w grze podwójnej, reprezentant w Pucharze Davisa.

## Kariera tenisowa
Zawodowy tenisista w latach 2008–2023.
W zawodowym cyklu ATP World Tour Huey zwyciężył w 8 finałach deblowych oraz osiągnął 10 finałów.
W latach 2009–2017 reprezentant Filipin w Pucharze Davisa. Huey jest również wielokrotnym medalistą igrzysk Azji Południowo-Wschodniej.
Najwyżej sklasyfikowany w rankingu deblistów był na 18. miejscu 11 lipca 2016 roku.

### Finały w turniejach ATP World Tour
| Legenda                                      |
| -------------------------------------------- |
| Wielki Szlem                                 |
| Igrzyska olimpijskie                         |
| Tennis Masters Cup / ATP Finals              |
| ATP Masters Series / ATP Tour Masters 1000   |
| ATP International Series Gold / ATP Tour 500 |
| ATP International Series / ATP Tour 250      |

#### Gra podwójna (8–10)
| Końcowy wynik | Nr  | Data                 | Turniej       | Nawierzchnia  | Partner              | Przeciwnicy                            | Wynik finału         |
| ------------- | --- | -------------------- | ------------- | ------------- | -------------------- | -------------------------------------- | -------------------- |
| Finalista     | 1.  | 31 lipca 2011        | Los Angeles   | Twarda        | Somdev Devvarman     | Mark Knowles Xavier Malisse            | 6:7(3), 6:7(10)      |
| Finalista     | 2.  | 15 kwietnia 2012     | Houston       | Ceglana       | Dominic Inglot       | James Blake Sam Querrey                | 6:7(14), 4:6         |
| Finalista     | 3.  | 17 czerwca 2012      | Halle         | Trawiasta     | Scott Lipsky         | Aisam-ul-Haq Qureshi Jean-Julien Rojer | 3:6, 4:6             |
| Zwycięzca     | 1.  | 5 sierpnia 2012      | Waszyngton    | Twarda        | Dominic Inglot       | Kevin Anderson Sam Querrey             | 7:6(7), 6:7(9), 10–5 |
| Finalista     | 4.  | 27 października 2012 | Bazylea       | Twarda (hala) | Dominic Inglot       | Daniel Nestor Nenad Zimonjić           | 5:7, 7:6(4), 5–10    |
| Finalista     | 5.  | 17 marca 2013        | Indian Wells  | Twarda        | Jerzy Janowicz       | Bob Bryan Mike Bryan                   | 3:6, 6:3, 6–10       |
| Finalista     | 6.  | 25 maja 2013         | Düsseldorf    | Ceglana       | Dominic Inglot       | Andre Begemann Martin Emmrich          | 5:7, 2:6             |
| Finalista     | 7.  | 24 sierpnia 2013     | Winston-Salem | Twarda        | Dominic Inglot       | Daniel Nestor Leander Paes             | 6:7(10), 5:7         |
| Zwycięzca     | 2.  | 27 października 2013 | Bazylea       | Twarda (hala) | Dominic Inglot       | Julian Knowle Oliver Marach            | 6:3, 3:6, 10–4       |
| Zwycięzca     | 3.  | 21 czerwca 2014      | Eastbourne    | Trawiasta     | Dominic Inglot       | Alexander Peya Bruno Soares            | 7:5, 5:7, 10–8       |
| Finalista     | 8.  | 19 października 2014 | Sztokholm     | Twarda (hala) | Jack Sock            | Eric Butorac Raven Klaasen             | 4:6, 3:6             |
| Finalista     | 9.  | 12 kwietnia 2015     | Houston       | Ceglana       | Scott Lipsky         | Ričardas Berankis Tejmuraz Gabaszwili  | 4:6, 4:6             |
| Zwycięzca     | 4.  | 3 maja 2015          | Estoril       | Ceglana       | Scott Lipsky         | Marc López David Marrero               | 6:1, 6:4             |
| Zwycięzca     | 5.  | 27 września 2015     | Petersburg    | Twarda (hala) | Henri Kontinen       | Julian Knowle Alexander Peya           | 7:5, 6:3             |
| Zwycięzca     | 6.  | 4 października 2015  | Kuala Lumpur  | Twarda (hala) | Henri Kontinen       | Raven Klaasen Rajeev Ram               | 7:6(4), 6:2          |
| Zwycięzca     | 7.  | 27 lutego 2016       | Acapulco      | Twarda        | Maks Mirny           | Philipp Petzschner Alexander Peya      | 7:6(5), 6:3          |
| Finalista     | 10. | 26 lutego 2017       | Delray Beach  | Twarda        | Maks Mirny           | Raven Klaasen Rajeev Ram               | 5:7, 5:7             |
| Zwycięzca     | 8.  | 6 sierpnia 2017      | Los Cabos     | Twarda        | Juan Sebastián Cabal | Sergio Galdós Roberto Maytín           | 6:2, 6:3             |